# Théâtre de Rovaniemi
Le théâtre de Rovaniemi (finnois : Rovaniemen Teatteri) ou théâtre régional de Laponie (finnois : Lapin Alueteatteri) est un théâtre situé au centre de la ville de Rovaniemi en Finlande.

## Activités
Le théâtre organise annuellement près de 300 événements, certains dans la maison Lappia d'Alvar Aalto et d'autres lors d'une tournée dans les municipalités de Laponie. 
L'établissement est un théâtre professionnel, le plus septentrional de l'Union Européenne.